# Konrad Hubert
Konrad Hubert également Pulbarbus (surnom), Ornipogonis (surnom), Konrad Huber, Konrad Huober, Konrad Humbert était un théologien réformateur allemand et poète né en 1507 à Bad Bergzabern, en Rhénanie-Palatinat, à quelques km de l'Alsace, et mort le 13 avril 1577 à Strasbourg.
On sait peu de choses sur sa vie excepté qu'il est allé au collège à Heidelberg en 1519 puis à Bâle en 1526. Hubert devient vicaire en 1531 à l'église Saint-Thomas de Strasbourg dont le pasteur est Martin Bucer, un luthérien zélé. Il le sert avec une parfaite communion d'idées mais quand celui-ci est remplacé par Johann Marbach, en 1549, Hubert doit partir. On sait juste qu'il mourut à Strasbourg.

## Hymnes
Il est connu pour ses hymnes. Il écrit l'hymne Allein zu dir, Herr Jesu Christ, publié en 1540, utilisé par Bach comme base pour sa cantate Allein zu dir, Herr Jesu Christ, BWV 33 en 1724. L'hymne O Gott, du höchster Gnadenhort d'Hubert fait partie des hymnes de l'Église protestante en Allemagne (EG 194).